# Melon
Melon (hangul: 멜론; rr: Mellon) é um serviço de música online sul-coreano fundado em novembro de 2004.

## História e detalhes
Introduzido em novembro de 2004, o serviço de música online Melon foi desenvolvido pela SK Telecom. Seu nome é um acrônimo da frase: melody on. Em 2009, a LOEN Entertainment (atualmente subsidiária da Kakao Corp.) tornou-se a companhia responsável pelo Melon. O serviço permite que seus usuários baixem ou reproduzam música pela internet, através de telefones celulares, tocadores de áudio digital, tocadores de mídia portáteis e câmeras digitais. Os usuários também podem criar seus próprios tons de chamada. Os mesmos através do programa Melon player que necessita de instalação, podem utilizar recursos como visualizar imagens e a linguagem das canções e álbuns, ouvir música, compartilhar via SNS, reproduzir e baixar vídeos musicais, fazer transferência de música para telefone celular e ter integração com o iTunes. A partir de agosto de 2016, a sua última versão é o Melon 4.0.

## Disponibilidade móvel
O Melon está atualmente disponível nos sistemas operacionais iOS, Android e Windows Mobile. Seu aplicativo móvel permite reprodução ilimitada e downloads limitados, além do compartilhamento de álbuns com amigos que podem recomendar o serviço.

## Reconhecimento e prêmios
- Um dos "25 Melhores Apps da Coreia" no 2011 App Awards Korea.[4]
- Reconhecimento no 2012 Trusted Brand Awards.[5]
- Venceu o "Grande Prêmio de Conteúdos Digitais" no 2012 Korean Digital Management Innovation Awards.[6]
- Reconhecimento no 2012 Korea Brand Power Index.[7]
- O Ilgan Sports classificou o Melon como a terceira entidade mais influente na indústria do K-pop em uma votação de novembro de 2013, em comemoração ao seu 44º aniversário.[8]

## Operações internacionais
Em 2010, o Melon foi lançado pela SK Telecom na Indonésia, em parceria com a Telkom Indonesia. Em 2016, a Telkom Indonesia comprou toda a participação anterior da SK Telecom, seguindo o desinvestimento da SK Telecom em todos os negócios da Melon, tornando a Melon Indonésia uma empresa do país.

## Promoções

### Campanhas publicitárias
Em 2009, a atriz Kang So-ra endossou uma campanha da Melon com a canção "Boom Boom Pow" do grupo estadunidense Black Eyed Peas, sendo usada como tema de fundo. Em 2010, a canção "Madonna" do grupo sul-coreano Secret foi usado com o mesmo propósito, assim como em 2013, onde o Melon utilizou a canção "White Lies" do cantor estadunidense Max Frost.

### Patrocínio em programas de música
O Melon é o principal patrocinador dos seguintes programas televisivos relacionados a música:
- Inkigayo (SBS, de outubro de 2010 a dezembro de 2016, passou a re-patrocinar desde fevereiro de 2017. Programa anteriormente conhecido como Popular Song e The Music Trend.)
- Show! Music Core (MBC, desde agosto de 2014)
- Show Champion (MBC Music)
- You Hee-yeol's Sketchbook (KBS 2TV)
- Immortal Songs: Singing the Legend (KBS 2TV)
- K-pop Star (SBS, todas as seis temporadas) (2011~2017)

### Melon Music Awards
Em 2009, a LOEN Entertainment lançou o Melon Music Awards (MMA), uma premiação anual dedicada ao cálculo de vendas digitais e votação online para julgar seus vencedores.

## Realizações

### Canções com mais semanas em número um
8 semanas
- YB – "It Must Have Been Love" (2005)
- Kim Jong-kook – "Lovely" (2005)
- BIGBANG – "Last Farewell" (2007)
- Girls' Generation – "Gee" (2009)

7 semanas
- Ivy – "If You're Gonna Be Like This" (2007)
- Wonder Girls – "Tell Me" (2007)
- BIGBANG – "Haru Haru" (2008)
- Soyou & Junggigo – "Some" (2014)

6 semanas
- SG Wannabe – "Crime and Punishment" (2005)
- Buzz – "Love From a Real Heart" (2005)
- Gavy NJ Project Group – "Love All" (2006)
- Yangpa – "Love... What Is It?" (2007)
- F.T. Island – "Love Sick" (2007)
- BIGBANG – "Lies" (2007)
- Wonder Girls – "So Hot" (2008)
- Baek Ji-young – "Like Being Hit By a Bullet" (2008)
- IU – "You & I" (2011)
- PSY – "Gangnam Style" (2012)
- Ailee - "I Will Go to You Like the First Snow" (2017)
- iKON - "Love Scenario" (2018)

### Artista com mais semanas em número um
| Rank             | Primeiro lugar | Segundo lugar | Terceiro lugar | Quarto lugar |
| ---------------- | -------------- | ------------- | -------------- | ------------ |
| Artista          | BIGBANG        | IU            | Wonder Girls   | 2NE1         |
| Total de semanas | 54             | 31            | 29             | 28           |